# Andrés Scotti
Artikeln följer den spanska namnseden; faderns efternamn är Scotti och moderns efternamn Ponce de León.
Andrés Scotti Ponce de León, född 14 december 1975 i Montevideo, är en uruguayansk fotbollsspelare. Han spelar för den uruguayanska klubben Defensor Sporting.
Scotti är en allsidig försvarare som kan användas centralt, eller som ytterback på vardera sida. Scotti deltog i Uruguays trupp under VM 2010 i Sydafrika, Copa América 2007 i Venezuela och Copa América 2011 i Argentina. Han debuterade i landslaget vid 30 års ålder, under en vänskapsmatch mot Nordirland, den 21 maj 2006.

### Fotnoter
1. ↑  ”Arkiverade kopian”. Arkiverad från originalet den 4 mars 2012. https://web.archive.org/web/20120304103749/http://es.fifa.com/worldfootball/clubfootball/news/newsid=1564354.html. Läst 5 januari 2013.
2. 1 2  http://archive.is/http://www.fifa.com/worldcup/archive/southafrica2010/players/player=176546/profile.html